# Die Geheimnisse des Zirkus Barré
Die Geheimnisse des Zirkus Barré ist ein im Zirkusmilieu spielender, deutscher Sensations-Stummfilm aus dem Jahre 1920 von und mit Harry Piel. 

## Handlung
Der Marquis de Cobra, ein weltgewandter Abenteurer, ist stets gewillt, guten Menschen in der Not zu helfen. Diesmal muss er gleich drei Personen, der Schulreiterin Ethel, dem verwaisten Artistenmädchen Mira sowie dem eleganten Edel- und Lebemann Baron de Montbars beistehen. Sie alle bewegen sich im Umfeld eines Zirkusdirektors namens Barré, einem ziemlich schurkischen Zeitgenossen, der mit penetranter Hartnäckigkeit allem Weiblichen in seinem Umfeld, darunter auch Ethel, nachstellt. Diese aber weist seine Avancen zurück. Sie ist in ihren Verehrer, den Baron verliebt, der sich an den Marquis wendet, als Barré aus Rachsucht Ethel nicht mehr in seinem Zirkus auftreten lässt. Durch eine Finte, die der Marquis mithilfe der Artistin Mira ausführt, gelingt es, Barré dazu zu bringen, seinen Zirkus an Baron de Montbars zu verkaufen. Nun kann Ethel wieder ihre Reitkünste vorführen. Als Barré erkennt, dass man ihn ausgetrickst hat, unternimmt er alles, um den Baron zu ruinieren.
Barré weiß sich der Hilfe einer weiteren Zirkusartistin sicher, und gemeinsam mit ihr und ihren kriminellen Helfershelfern geht man ans destruktive Werk. Da entkommen beispielsweise Löwen und Tiger urplötzlich aus ihren Käfigen in die Freiheit und werden zur tödlichen Bedrohung von Leib und Leben der umgebenden Menschen, oder Barré inszeniert schwere Unfälle unter der Zirkuskuppel. Da der Marquis in selbstloser Weise die Großkatzen wieder zurück in ihre Käfige bringen konnte, erkennt Barré, dass dieser Sportsmann sein gefährlichster Feind ist und lockt den Adeligen in ein Varieté in einen Hinterhalt. An einen Stuhl gefesselt, zieht man ihn in luftige Höhe und glaubt, den Marquis damit ausgeschaltet zu haben. Doch eloquent wie er ist, kann sich de Cobra befreien und setzt nun zum Gegenschlag an. Im Alleingang kämpft der Marquis gegen die Verbrecher, wird erneut überwältigt und kann sich ebenfalls erneut wieder befreien. Schließlich aber wird Barré als Drahtzieher der inszenierten “Unfälle” entlarvt und kann seinem grausamen Schicksal nicht mehr entrinnen: Es kommt zu einem Zirkusbrand, in dem der ehemalige Zirkusdirektor umkommt.

## Produktionsnotizen
Gedreht im Frühwinter 1919/20, passierte Die Geheimnisse des Zirkus Barré im Februar 1920 die Filmzensur und wurde am 16. April 1920 in Berlins Schauburg uraufgeführt. Der mit Jugendverbot belegte Fünfakter besaß zunächst eine Länge von 2450 Metern, wurde aber auf 2421 Meter heruntergekürzt. Eine spätere Fassung (1929) war nur noch 2179 Meter lang.

## Wissenswertes
Drehbuchautor Max Bauer schrieb sechs Jahre später (1926) erneut das Manuskript zu einem Zirkusfilm von und mit Harry Piel, Was ist los im Zirkus Beely?, der sich Passagen dieses Films bediente.

## Kritiken
Die Linzer Tages-Post schrieb: „Das Artistendrama … kann mit voller Berechtigung als ein Kinoschlager erster Güte bezeichnet werden. Abgesehen von der Handlung mit spannenden Augenblicken in ausgiebiger Zahl, bieten Inszenierung, Ausstattung und Darstellung Vollkommenes. (…) Glänzend in der Hauptrolle ist Harry Piel.“
Die Salzburger Wacht konstatierte knapp: „Erstklassig in Spiel, Handlung und Ausstattung, sowie atemberaubende Szenen.“